# Sulęcin (gromada)
Sulęcin – dawna gromada, czyli najmniejsza jednostka podziału terytorialnego Polskiej Rzeczypospolitej Ludowej w latach 1954–1972.
Gromady, z gromadzkimi radami narodowymi (GRN) jako organami władzy najniższego stopnia na wsi, funkcjonowały od reformy reorganizującej administrację wiejską przeprowadzonej jesienią 1954 do momentu ich zniesienia z dniem 1 stycznia 1973, tym samym wypierając organizację gminną w latach 1954–1972.
Gromadę Sulęcin z siedzibą GRN w mieście Sulęcinie (nie wchodzącym w jej skład) utworzono 1 stycznia 1958 w powiecie sulęcińskim w woj. zielonogórskim na mocy uchwały nr V/24/57 WRN w Zielonej Górze z dnia 15 listopada 1957 z obszarów zniesionych gromad Miechów, Ostrów i Trzebów; równocześnie z gromady Sulęcin wyłączono: a) wieś Muszków – włączając ją do gromady Krzeszyce, b) wieś Radachów – włączając ją do nowo utworzonej gromady Ośno Lubuskie, c) wieś Rudna – włączając ją do gromady Kołczyn, oraz d) wieś Jarnatów – włączając ją do gromady Lubniewice, w tymże powiecie; do gromady Sulęcin włączono natomiast wieś Drogomin z nowo utworzonej gromady Ośno Lubuskie.
1 stycznia 1972 do gromady Sulęcin włączono tereny o powierzchni 1302 ha z miasta Sulęcin w tymże powiecie; z gromady Sulęcin wyłączono natomiast tereny o powierzchni 10 ha, włączając je do Sulęcina.
Gromada przetrwała do końca 1972 roku, czyli do kolejnej reformy gminnej. 1 stycznia 1973 w powiecie sulęcińskim reaktywowano zniesioną w 1954 roku gminę Sulęcin.